# 베이비 페이스 (영화)
베이비 페이스(Baby Face)는 미국에서 제작된 알프레드 E. 그린 감독의 1933년 드라마 영화이다. 바바라 스탠윅 등이 주연으로 출연하였고 윌리엄 레바론 등이 제작에 참여하였다.
이 영화는 문화적, 역사적, 미적 중요성으로 인해 미국 의회도서관에 의해 미국 국립영화등기부의 보존물로 선정되었다.

## 출연

### 주연
- 바바라 스탠윅
- 조지 브렌트

### 조연
- 도널드 쿡
- 알폰스 에디어
- 헨리 콜커
- 마가렛 린제이
- 아서 홀
- 존 웨인
- 로버트 바랫
- 더글러스 덤브릴
- 테레사 해리스
- 월터 브레넌
- 제임스 부시
- 찰스 콜맨
- 하인니 콘클린
- 프랭크 다리엔
- 존 엘리어트
- 해리 그리븐
- 그레이스 헤일리
- 메이나드 홈즈
- 에드워드 르세인트
- 제임스 머레이
- 스펙 오도넬
- 헨리 오도
- 냇 펜들튼
- 도나 매 로버츠
- 매티 루버트
- 클리프 소움
- 찰스 셀론
- 해리 시멜스
- 해리 텐브룩
- 에드워드 반 슬로언
- 자크 바나이르
- 세일러 빈센트
- 르니 휘트니
- 조세핀 휫텔
- 해리 윌슨
- 토비 윙

## 제작진
- 의상: 오리 켈리